# 北一の沢町
北一の沢町（きたいちのさわまち）は栃木県宇都宮市の地名。住居表示実施済み区域で、丁番を持たない単独町名である。郵便番号は320-0048（宇都宮中央郵便局管区）。

## 概要
宇都宮市中央部の一区域。宇都宮市街地西部の大谷街道北側に広がる住宅街で、北部に宇都宮文星女子高等学校がある。西は陽西町、北は戸祭四丁目、東は戸祭二丁目、南は桜四丁目・西一の沢町と接する。
現在の住居表示施行前は一ノ沢町・和尚塚町のそれぞれ一部であり、このうち「和尚塚町」は現在の北一の沢町・戸祭2丁目・桜4丁目を区域としていた旧町名であり、1933年（昭和8年）に祥雲寺を開いた良訓和尚の墓が発見されたことから現在の戸祭2丁目付近を「和尚塚」と呼んだことに由来する。北一の沢町の東端部にある五差路を起点とする「和尚塚通り」はこの頃の町名を由来としている。

## 歴史
1889年（明治22年）の町村制施行時点では河内郡城山村大字駒生、国本村大字戸祭のそれぞれ一部であった。宇都宮市街地と一体となって宅地化が進行し、現在では本庁地区の一部である。

### 沿革
- 1939年（昭和14年）4月1日 - 城山村大字駒生の一部が宇都宮市に編入され、一ノ沢町が成立[3]。
- 1950年（昭和25年） - 宇都宮市一ノ沢町・戸祭町の一部より和尚塚町（おしょうづかまち）1-3丁目が成立。宇都宮市一ノ沢町の一部より一ノ沢町1-2丁目が成立。
- 1965年（昭和40年）9月30日 - 住居表示実施により宇都宮市一ノ沢町1-2丁目・和尚塚町3丁目のそれぞれ一部の区域をもって北一の沢町が成立[4]。一ノ沢町1-2丁目および和尚塚町は廃止。

### 町名の変遷
| 実施後     | 実施年月日                | 実施前（特記を除き各町ともその一部） |
| ---------- | ------------------------- | ------------------------------------ |
| 北一の沢町 | 1965年（昭和40年）9月30日 | 一ノ沢町1-2丁目・和尚塚町3丁目       |

## 世帯数と人口
2017年（平成29年）7月31日現在の世帯数と人口は以下の通りである。
| 町丁       | 世帯数  | 人口  |
| ---------- | ------- | ----- |
| 北一の沢町 | 367世帯 | 811人 |

## 小・中学校の学区
市立小・中学校に通う場合の学区は以下の通りとなる。
| 町丁       | 町丁 | 小学校               | 中学校                 |
| ---------- | ---- | -------------------- | ---------------------- |
| 北一の沢町 | 一部 | 宇都宮市立戸祭小学校 | 宇都宮市立陽西中学校   |
| 北一の沢町 | 一部 | 宇都宮市立桜小学校   | 宇都宮市立星が丘中学校 |

## 交通

### 鉄道
北一の沢町地内に鉄道は通過していない。路線バス等の交通機関利用による東武宇都宮駅またはJR宇都宮駅が最寄となる。

### 道路
- 宇女商通り：北一の沢町の東から北にかけて通過する。名前は地内にある宇都宮文星女子高等学校の旧称・宇都宮女子商業高校の略称より。
- 護国通り：北一の沢町の西側を通過する。名前は陽西町内の護国神社より。
- 栃木県道70号宇都宮今市線（大谷街道）：北一の沢町の南側を通過する。東は宇都宮市街方面、西は市内大谷町方面へ連絡する。

### 路線バス
大谷街道・護国通りを通過する関東バス・JRバスにより運行される系統を利用できる。「作新学院前」「陽西中学校前」などの停留所を利用できる。郊外へ向けて発着する系統が多数通過するためここでの詳細な列記は省略する。系統の詳細についてはバス会社の記事を参照。
以下の系統は北一の沢町地内は通過しないものの近隣を通過しており、利用圏内である。
- 関東バス
  - JR宇都宮駅 - 東武駅前 - 桜通十文字 - 和尚塚 - 宝木 - 細谷車庫
    - 北一の沢町からは「和尚塚」「戸祭小学校入口」などの各停留所が利用できる。

## 施設
- 宇都宮文星女子高等学校
- 一の沢1号児童公園